# Stamen Grigorov
Stamen Grigorov (27 de octubre de 1878-27 de octubre de 1945) fue un médico y microbiólogo búlgaro, conocido por el descubrimiento de la bacteria Lactobacillus bulgaricus, usado para la fabricación de yogur natural.

## Biografía
Stamen Grigorov nació en el pueblo de Studen Izvor (que significa "fuente fría"), en la provincia de Pernik en Bulgaria. Terminó sus estudios secundarios en ciencias naturales en Montpellier, Francia y en ciencias médicas en Ginebra, Suiza. En 1905, a la edad de 27 años, Grigorov hizo el descubrimiento por el que es más conocido. En el laboratorio de microbiología del Profesor Léon Massol en Ginebra, descubre que un cierto tipo de bacilo es realmente responsable de la existencia del yogur natural.
En reconocimiento, la comunidad científica llama a la cepa Lactobacillus bulgaricus.
El carácter original del yogur búlgaro es que solo se puede producir en la parte oriental de la península balcánica. En otras condiciones climáticas naturales, las bacterias se degeneran rápidamente, pierden su capacidad y mueren. Un profesor asistente de etnología en la Universidad de Plovdiv dice que "los Balcanes son uno de los muchos lugares del mundo que tienen las bacterias específicas y los rangos de temperatura necesarios para producir yogur de forma natural". La mezcla única de bacterias originarias de Bulgaria no se puede reproducir en otros países, por lo que aquellos que quieran crear su versión de yogur búlgaro deben importar constantemente nuevos cultivos iniciadores.
Además del descubrimiento de Lactobacillus bulgaricus, Grigorov contribuye significativamente a la creación de una vacuna contra la tuberculosis (la vacuna es el principal trabajo de investigación de Albert Calmette y Camille Guérin en el Instituto Pasteur de Lille). El 20 de diciembre de 1906, en París, en el número 104 de la revista médica "La Presse Médicale", se publica su informe científico "La vacuna antituberculosa", que informa a la comunidad científica de los resultados de sus investigaciones sobre la aplicación del hongo de la penicilina para el tratamiento de la tuberculosis (Es importante aclarar que el término vacuna en realidad es bastante diferente del tratamiento, que es de lo que trata el artículo). Tras la publicación, la comunidad científica muestra un gran interés en la vacuna (tratamiento) de Grigorov. A través de sus experimentos científicos in vitro e in vivo en animales de laboratorio y posteriormente en pacientes humanos, Grigorov demuestra y describe claramente el efecto curativo de los hongos de la penicilina en el tratamiento de la tuberculosis.
Stamen Grigorov falleció el 27 de octubre de 1945, a los 67 años.

## Legado
El glaciar Grigorov en la isla Brabant en el archipiélago Palmer, Antártida, lleva el nombre de Stamen Grigorov.
En el 142 aniversario de su nacimiento, Google publicó un Doodle en su honor.